# (7700) Rote Kapelle
(7700) Rote Kapelle est un astéroïde de la ceinture principale.

## Description
(7700) Rote Kapelle est un astéroïde de la ceinture principale. Il fut découvert le 13 octobre 1990 à Tautenburg par Freimut Börngen et Lutz Dieter Schmadel. Il présente une orbite caractérisée par un demi-grand axe de 2,68 UA, une excentricité de 0,07 et une inclinaison de 3,0° par rapport à l'écliptique.

## Compléments